# Vernet-les-Bains
Vernet-les-Bains (tiếng Catalunya: Vernet) là một xã trong tỉnh Pyrénées-Orientales, vùng Occitanie phía nam nước Pháp. Xã Vernet-les-Bains nằm ở khu vực có độ cao trung bình 850 mét trên mực nước biển.
Đây là một trung tâm du lịch, với 300 ngày nắng trong năm. Xã nằm ở chân núi Canigou, có đỉnh cao 2.785 mét. Khu vực này có suối nước nóng..